# ويلبر بوروز
ويلبر بوروز (بالإنجليزية: Wilbur Burroughs)‏ هو منافس ألعاب قوى أمريكي، ولد في 13 يونيو 1884 في إدوردسفيل في الولايات المتحدة، وتوفي في 6 أغسطس 1960 في غرانيت سيتي في الولايات المتحدة.

## وصلات خارجية
- ويلبر بوروز على موقع أوليمبيديا (الإنجليزية)